# Breskilkampen
Der Breskilkampen (norwegisch für Gletschertrennungsgipfel) ist ein 2656 m hoher Berg im ostantarktischen Königin-Maud-Land. Im östlichen Teil des Gebirges Sør Rondane ragt er an der Wasserscheide zwischen dem Mjellbreen und dem Langbogbreen auf.
Wissenschaftler des Norwegischen Polarinstituts benannten ihn 1973 nach seiner geographischen Lage.